# Castianeira salticina
Castianeira salticina là một loài nhện trong họ Corinnidae.
Loài này thuộc chi Castianeira. Castianeira salticina được Władysław Taczanowski miêu tả năm 1874.